# De mars der dwaasheid
De mars der dwaasheid (oorspronkelijke Engelse titel: The March of Folly) is een boek van historica Barbara Tuchman over "dwaasheid" van bestuurders, gedefinieerd als politiek die tegen het eigenbelang van heersers en hun onderdanen ingaat. Het boek heeft als ondertitel Bestuurlijk onvermogen van Troje tot Vietnam.
Om in dit boek als dwaasheid te kunnen worden bestempeld dient de gevoerde politiek aan drie criteria te voldoen: zij moet destijds al als averechts zijn onderkend en niet hoofdzakelijk achteraf. (...) Ten tweede moet er een geschikte alternatieve gedragslijn voorhanden zijn geweest. Om het probleem los van de aard van een enkele persoon te kunnen beschouwen dienen we vervolgens als derde criterium vast te stellen dat de politiek in kwestie die van een groep moet zijn geweest en niet die van een individuele heerser, en dat zij bovendien langer dan een politieke levensduur moet hebben voortgeduurd.
Tuchman geeft in De mars der dwaasheid een groot aantal voorbeelden van dergelijke dwaasheid:
- Koning Rechabeam, de zoon en opvolger van Salomo, houdt ze verantwoordelijk voor de verdeling van het Israël na 930 v.Chr. in de koninkrijken Israël en Juda.
- Moctezuma, heerser van de Azteken, was volgens Tuchman voldoende gewaarschuwd dat Hernán Cortés niet de goddelijke figuur was waarvoor hij aanvankelijk werd aangezien.
- De legende van het Paard van Troje dient als archetype van dwaasheid.
- De zes renaissancepausen Sixtus IV, Innocentius VIII, Alexander VI, Julius II, Leo X en Clemens VII worden door Tuchman aangeklaagd wegens hun immorele gedrag (waarbij ze voorbeelden geeft van simonie, nepotisme, politieke samenzweringen, moorden en ontucht) en hun weerstand tegen kerkelijke hervormingen. Hierin ziet Tuchman de oorzaak van het schisma dat veroorzaakt werd door de reformatie.
- De Amerikaanse onafhankelijkheid had volgens Tuchman voorkomen kunnen worden door verstandiger (minder arrogante) politiek van de kant van Engeland.
- De Vietnamoorlog werd verloren door de Verenigde Staten, die zich in dat conflict mengden ondanks veelvuldige waarschuwingen van het State Department dat het zowat onmogelijk was het land voor het kapitalisme te behouden. De dominotheorie, volgens welke Vietnam een "dominosteen" in een communistisch plan voor wereldheerschappij was, betitelt Tuchman als "zelfhypnose" (oftewel, ideologisch zelfbedrog).

De waanzinnige veertiende eeuw · De kanonnen van augustus · De trotse toren · Stillwel en de Amerikaanse rol in China · Het eerste saluutschot · Het Zimmermann-telegram · De mars der dwaasheid · The Lost British Policy · Bible and Sword · Practicing History